# Lovran
Lovran (olaszul: Laurana) város és község Horvátországban, Tengermellék-Hegyvidék megyében. Közigazgatásilag Liganj, Lovran, Lovranska Draga, Medveja és Tuliševica települések tartoznak hozzá.

## Fekvése
Fiume központjától 15 km-re délnyugatra a Tengermelléken, az Isztriai-félsziget északkeleti részén fekszik.

## Története
Lovran a rómaiak óta ismert település. Az egyik első település volt az Isztriai-félsziget keleti partján, noha ennek látható nyomai nem maradtak. A római uralom előtt területe a libur nép hazája volt, majd a rómaiak után a keleti gótok és a bizánciak uralma következett. A város neve először a 7. században bukkan fel egy névtelen szerző Ravennában írt Kozmagrafia című művében. A szlávok a 7. században érkeztek ide, azután a frankok uralma következett. A 9. században a horvát fejedelmek már a „dux Liburniae” Liburnia hercege címet is viselték. A 11. században IV. Krešimir horvát király idejében a terület I. Ulrik weimar-orlamündei őrgróf foglalta el és ettől fogva a német-római császár uralma alá tartozott. 1116-ban az isztriai területek egészen Fiuméig az aquileai pátriárka és vazallusai a duinói grófok igazgatása alá kerültek. Abu Abdalláh al-Idríszi a szicíliai normann király szolgálatában álló arab történetíró 1153-ban az akkori ismert világot leíró „A vágyakozónak gyönyörködtetése – A világtájak átszelése” (arabul Nuzhat al-musták fi l-ihtirák al-áfák) című művében Lovrant (Al-Wranah) már nagy és gazdaságilag fejlett kereskedelemmel rendelkező városként írja le. 1399-ben a duinói grófok kihalása után a Walsee grófi család birtokába jutott. Az 1489-ben kelt pazini urbárium szerint Lovran már a Pazini grófság része volt, mely elkülönült a szomszédos kastavi uradalomtól. 1578-ban a pazini urbárium szerint 160 háztartása és mintegy 800 lakosa volt. A 16. és 17. században a török támadások, valamint az uszkókok és Velence közötti harcok miatt a várost védőfalakkal vették körül. Egészen 1537-ig Petar Kružićnak Klissza uszkók védőjének haláláig Lovran a klisszai erődöt fegyverrel és hadianyaggal ellátó hajók fő kikötője volt. Lakossága 1599-ben és 1614-ben élte át a legnehezebb időket amikor a velenceiek kétszer is felgyújtották, majd 1616-ban teljesen elpusztították. Valvasor krajnai történetíró a Krajnai Hercegségről írott 1689-ben kiadott főművében (Die Ehre deß Herzogthums Crain) Lovrant fontos tengeri és kereskedelmi központként írja le, melynek környéke szőlőültetvényekben, olajfákban és nagy szemű gesztenyében gazdag.
A 17. és 18. században Lovran fejlett hajózással és kereskedelemmel rendelkező kikötőváros volt, élénk kereskedelmi kapcsolatban Dalmáciával, Velencével, Anconával és Senigalliával. Botter pólai püspöknek a 18. század elején kelt egyházlátogatási okirata szerint Lovrannak ekkor 2900 lakosa volt. A rövid francia uralom után a város Isztria tartomány részeként újra Habsburg fennhatóság alá került. A hajózás virágzása a Kvarneren kedvezően hatott Lovran fejlődésére is és nagy jövedelmeket adott a hajótulajdonos családoknak. A vitorlás hajók 19. század végi letűnése után a város viszonylag gyorsan váltott a turizmus gazdasági kiaknázására. Bár az Észak-Adria főbb kikötőit elveszítette, a szomszédos Abbázia ekkor fejlődött új turisztikai és üdülőközponttá és ez Lovrant is ilyen irányú fejlődésre késztette. A régi városmag és a Fiume felé menő út körül számos szálloda és a pihenést szolgáló magán nyaraló épült, melyeket rendezett parkok és kertek vettek körül. A turizmus fellendülése magával hozta a szőlészet és borászat, a gyümölcs- és zöldségtermesztés, valamint a halászat és más, a turizmussal összefüggő gazdasági ágak fellendülését. 1885-ben megépült a Lovrant a Matulji vasútállomással összekötő út, majd valamivel később az Abbáziával és Fiuméval összekötő új főút is. A város már a századfordulón igen divatos nyaralóhelynek számított az Osztrák–Magyar Monarchia elit társadalmi köreiben.
Az oktatás a településen kezdetben egyházi vonalon indult meg. Az oktatás olasz és német nyelven zajlott. Lovran iskoláját 1819-ben említik először, amikor háromosztályos iskola működött itt. 1838-ban olasz nyelven folyt az oktatás. 1855-ben nyílt meg az első horvát nyelven oktató iskola, ennek az 1863/64-es tanévben nyolcvan diákja volt. Az új iskola épülete 1877-ben nyílt meg, horvát tanítási nyelvvel, majd 1884-ben a helyi olaszok kérésére olasz nyelvvel bővült. Az első világháború elején Lovranban három iskola működött horvát, német és olasz tanítási nyelvvel.
Jó
A településnek 1857-ben 1484, 1910-ben 1409 lakosa volt. Az I. világháború után az Olasz Királyság szerezte meg ezt a területet, majd az olaszok háborúból kilépése után 1943-ban német megszállás alá került. 1945 után a területet Jugoszláviához csatolták, majd ennek széthullása után a független Horvátország része lett. A településnek 2011-ben 3283, a községnek összesen 4056 lakosa volt.

## A mai város

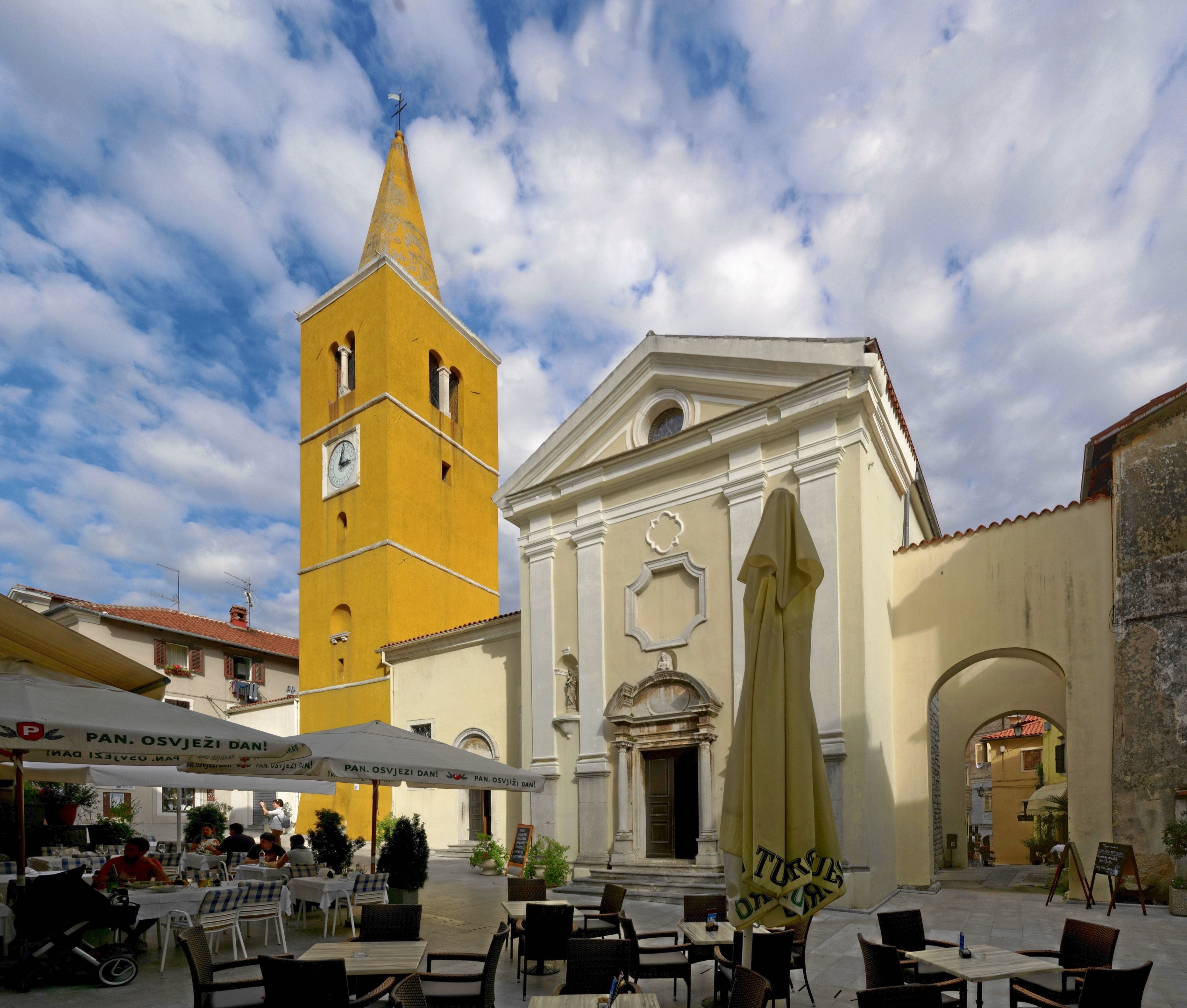
A Szent György-templom

Lovranban a turizmus még ma is jelentős. A tenger és a közeli Učka-hegység által egyaránt jótékonyan befolyásolt, kellemes mikroklímájánál fogva Lovran szinte minden évszakban kiváló pihenést biztosít az idelátogatóknak. A környék gazdag természetes növénytakarója, a városka mintegy 12 km hosszú tengerparti sétánya („lungomare”) és a Kvarner-öböl hegyvonulatai igazán változatos kikapcsolódási lehetőségeket kínálnak a vendégeknek - a gyalogtúrázástól, hegymászástól, kerékpározástól, kocogástól kezdve a vitorlázáson, úszáson, búvárkodáson és kajakozáson át egészen a vadvízi evezésig. Lovranban ér véget a Voloskóban induló sétaút. A város körül vezet egy sétaút a sziklafalon, ahonnan kitűnő rálátás nyílik az óvárosra. Ha elfáradunk, szép parkokban pihenhetünk, sziklákkal szabdalt öblöcskékben fürödhetünk. A régió kulturális és történelmi örökségben gazdag. Az idők folyamán többször elpusztult, de kicsiny városmagja fennmaradt.
Lovran Budapest XVII. kerületének a testvérvárosa.

## Lakosság
| Lakosság változása | Lakosság változása | Lakosság változása | Lakosság változása | Lakosság változása | Lakosság változása | Lakosság változása | Lakosság változása | Lakosság változása | Lakosság változása | Lakosság változása | Lakosság változása | Lakosság változása | Lakosság változása | Lakosság változása | Lakosság változása |
| ------------------ | ------------------ | ------------------ | ------------------ | ------------------ | ------------------ | ------------------ | ------------------ | ------------------ | ------------------ | ------------------ | ------------------ | ------------------ | ------------------ | ------------------ | ------------------ |
| 1857               | 1869               | 1880               | 1890               | 1900               | 1910               | 1921               | 1931               | 1948               | 1953               | 1961               | 1971               | 1981               | 1991               | 2001               | 2011               |
| 1484               | 470                | 644                | 621                | 847                | 1409               | 896                | 1122               | 1229               | 2419               | 2745               | 2989               | 3484               | 3640               | 3241               | 3283               |

## Neves személyek
- Itt hunyt el 1914-ben Feszty Árpád magyar festőművész.

## Nevezetességei
- Szent György tiszteletére szentelt plébániatemploma[7] eredetileg román stílusban épült a 13. században. A 15. században új szentélyt építettek hozzá és gótikus hálóboltozattal fedték be. A templomot környékbeli mesterek késő gótikus falfestményei díszítik. A freskók 1470 és 1479 között készültek, és két mester munkáira különíthetők el. A boltozat és az oldalfalak felső része kastavi, míg az alsó rész isztriai mester műve. A templom mai barokk formáját a 18. században kapta, amikor két barokk kápolnával bővítették és összekötötték a harangtoronnyal.[8]
- A templommal szemben található a régi városháza, szintén középkori eredetű épület. Szent György fából faragott, a sárkányt legyőző szobra a város védőszentjeként a 19. században került a kapuzat fölé. Az épület homlokzatán neves helyi családok címerei láthatók.
- A Keresztelő Szent János-kápolna alapjait a 12. században rakták le. A kápolnában a névadó szent életét ábrázoló falfestmények láthatók.
- A Szentháromság-kápolna[9] körül volt egykor a régi városi temető. Az egyedülálló formájú kápolna eredeti gótikus ajtó és ablakkeretei máig fennmaradtak. A kápolnában található Gašpar Bekarić lovrani plébános 1595-ben faragott glagolita írásos sírköve. Konstanzi Albert mester alkotásainak tartott késő gótikus freskói a 15. században készültek. A gótikus faragott kőkapuzatába kora középkori díszítések vannak beépítve.[8]